# Марріт Стінберген
Марріт Стінберген (нід. Marrit Steenbergen, 11 січня 2000) — нідерландська плавчиня.
Учасниця Олімпійських Ігор 2016 року.
Призерка Чемпіонату світу з водних видів спорту 2015 року.
Призерка Чемпіонату світу з плавання на короткій воді 2016 року.
Чемпіонка Європи з водних видів спорту 2016 року, призерка 2020 року.
Чемпіонка Європи з плавання на короткій воді 2015 року.